# Прудки (Чеховский район)
Прудки — деревня в Чеховском районе Московской области, в составе муниципального образования сельское поселение Стремиловское (до 28 февраля 2005 года входила в состав Стремиловского сельского округа).

## Население
| 2002 | 2006 | 2010 |
| ---- | ---- | ---- |
| 3    | →3   | ↘0   |

## География
Прудки расположена примерно в 6 км на северо-запад от Чехова, на правом берегу реки Челвенка (левый приток Лопасни), высота центра деревни над уровнем моря — 170 м. На 2016 год в Прудках зарегистрированы 3 улицы и 1 садовое товарищество.